# Francesco Geminiani
Francesco Geminiani (Lucca, 1687. december 5. – Dublin, 1762. szeptember 17.) olasz zeneszerző és hegedűművész.

## Élete
Geminiani Luccában született 1687-ben, a korábbi forrásokban szereplő 1674-es évszám téves. Alessandro Scarlattinál tanult zenét, majd Milánóban, Carlo Ambrogio Lonatinál hegedűt, végül zenei tanulmányait Arcangelo Corellinél fejezte be. 1707-től 1710-ig a luccai Signoria zenekarának hegedűse volt, majd 1711-ben a nápolyi opera zenekarának vezető koncertmestere lett, és ebben a minőségében gyakori kapcsolatban volt Alessandro Scarlattival. 1714-ben, már mint virtuóz hegedűművész érkezett Londonba, ahol William Capel, Essex earlje volt a pártfogója. 1715-ben Händel billentyűs kíséretével adta elő hegedűversenyét I. György előtt. Népszerűsége Händelével vetekedett. Érdekesség, hogy zenei működésén kívül műtárgyakat gyűjtött, és ezek kereskedelmével is foglalkozott.
1728-ban Írország állami zeneszerzőjévé nevezték ki, ezért 1733 és 1740 között Dublinban működött, ezután ismét Londonba költözött. 1749-ben Párizsba utazott, ahol sajtó alá rendezte művei egy részét, de zenét is írt (például a Tuileriákban rendezett zenés játékhoz). 1755-ben visszatért Angliába, majd később Írországba. Dublinban súlyos veszteség érte, amikor 1761-ben egy szolga ellopta hosszú idő alatt és hatalmas munkával összegyűjtött zenei kéziratait. Könnyen lehet, hogy ez az idegi igénybevétel is hozzájárult egy évvel későbbi halálához.

## Jelentősége
Geminiani jelentős hegedűs volt, műveivel és játékával nagy hatással volt az angol hegedűjáték fejlődésére. Zenéjének jellemzője a kontrapunkt technika következetes alkalmazása, ami ellentétes volt a kontinensen már divatosabbnak számító gáláns stílussal, de az angol közönséget Corellire emlékeztette (nem véletlenül, mert Geminiani végső soron Corelli hangszeres stílusát fejlesztette tovább). Kevesebb gondot fordított a hegedűszólók és a zenekari tuttik megfelelő átmenetére, de a hegedűszólók kidolgozása túlmutat mestere művein. Geminianinak sok zeneműve ismert, például 24 hegedűszonátája, három sorozat concerto grossója (Geminiani Corellinek több hegedűszonátáját dolgozta fel, és alakította concerto grossóvá).
Fontos megemlékezni Geminiani zeneírói munkásságáról is. Az 1751-ben kiadott The Art of Playing on the Violin című műve több, mint egy remek hegedűiskola, részletes összefoglalója a hegedűjáték módszereinek, információkat ad a különböző hegedűtechnikákról, miközben felbecsülhetetlen értékű forrása a késő barokk zenéje, a hegedűjáték technikája kialakulásának. Az 1752-ben, majd függelékkel kiegészítve 1756-ban kiadott Guida harmonica című elméleti munkája a késő barokk legfontosabb harmóniai tanulmánya, átfogó ismereteket közöl a basso continuo elméletéről és gyakorlatáról, és enciklopédikus rendben nem kevesebb mint 2236 basso continuo mintát ismertet. Elméleti munkái közül megemlítendő még az A Treatise of good Taste (1749) és a The Art of Accompaniment (1757).